# Ахелис, Ганс
Ганс Ахелис (нем. Hans Achelis; 16 марта 1865, Бремен — 23 февраля 1937 или 25 февраля 1937, Лейпциг, Саксония) — немецкий историк церкви, протестанский богослов, археолог, педагог, профессор Кёнигсбергского университета. Доктор философии.

## Биография
Сын протестантского богослова, пастора и профессора богословия и университетского проповедника в Марбурге.
Свои исследования по истории зарождения христианства Ахелис проводил под руководством богослова Адольфа Гарнака. В 1893 году Ахелис прошёл процесс хабилитации в Гёттингенском университете. В 1901 году стал профессором древней истории в университете Кёнигсберга, в 1907 году — в Гёттингене, в 1916 году — в Бонне, а через два года — в Лейпциге.
Его исследовательские интересы были сосредоточены на раннехристианском искусстве, древневосточном церковном праве и христианском мученичестве. Впервые классифицировал и истолковал катакомбные изображения и исследовал происхождение святого образа. Последние годы посвятил искусству и церковной истории Неаполя, в частности, катакомбным фрескам, и опубликовал их в 1936 году. Эта работа также представляет собой его основную археологическую работу.
Его двухтомный труд «Христианство в первые три века» (1912, 1925) обобщает состояние исследований того времени и является одной из эталонных работ по истории церкви в древности. В «Мартирологиях» (1900) Ахелис представил первое критическое исследование календаря святых в Римской церкви.
С 1929 года — действительный член Саксонской академии наук.

## Избранные труды
- «Die ältesten Quellen der orientalischen Kirchenrechts» (1890);
- «Hippolytstudien» (1897);
- «Die Martyrologien, ihre Geschichte u. ihr Werth» (1900);
- «Christentum in den ersten drei Jahrhunderten», Лейпциг (1912);
- «Römische Katakombenbilder in Catania», Берлин (1932);
- «Die Katakomben von Napel», Лейпциг (1936).